# معركة الفلوجة الثانية
معركة الفلوجة الثانية (تسمى أيضا عملية الفجر) كانت هجومًا مشتركًا  بين الجيش الأمريكي والجيش العراقي والجيش البريطاني في نوفمبر وديسمبر من عام 2004 ، وكانت تمثل ذروة المعارك خلال حرب العراق. قادها مشاة البحرية الأمريكية ضد الجماعات المسلحة  في مدينة الفلوجة، وتم تفويضها من قبل الحكومة العراقية المؤقتة المعينة من قبل الولايات المتحدة. وصفها الجيش الأمريكي بأنها "من أعنف المعارك الحضرية التي شارك فيها مشاة البحرية الأمريكية منذ معركة مدينة هوو في فيتنام عام 1968.
كانت هذه العملية هي ثاني أكبر عملية في الفلوجة. في وقت سابق، في أبريل 2004، خاضت قوات التحالف معركة الفلوجة الأولى من أجل القبض على أو قتل العناصر المسلحة التي اعتُبرت مسؤولة عن مقتل فريق بلاك ووتر للأمن. عندما قاتلت قوات التحالف في وسط المدينة، طلبت الحكومة العراقية نقل السيطرة على المدينة إلى قوة أمن محلية يديرها العراق، والتي بدأت بعد ذلك بتخزين الأسلحة وبناء دفاعات معقدة في جميع أنحاء المدينة حتى منتصف عام 2004. كانت المعركة الثانية هي أكثر المعارك دموية في حرب العراق بأكملها للقوات الأمريكية ، وقد اشتهرت بكونها أول اشتباك كبير في حرب العراق ضد الفصائل المسلحة بدلاً من قوات الحكومة العراقية البعثية السابقة  التي أطيح بها في 2003.

## خلفية الأحداث
في فبراير 2004، نقلت السيطرة على الفلوجة والمنطقة المحيطة بها في محافظة الأنبار من الفرقة 82 المحمولة جواً الأمريكية إلى الفرقة البحرية الأولى. بعد ذلك بوقت قصير في 31 مارس 2004، نصب كمين في المدينة لأربعة مقاولين عسكريين أمريكيين خاصين من شركة بلاك ووتر وهم (ويسلي باتالونا، وسكوت هيلفينستون، وجيري زوفكو، ومايكل تيج) وقتلوا. وانتشرت صور جثثهم المشوهة في جميع أنحاء العالم. أطلق الصحفي جيريمي سكاهيل لاحقًا على هذا الحادث اسم (لحظة مقديشو) في حرب العراق (في إشارة إلى معركة مقديشو المعروفة أيضًا باسم حادثة سقوط طائرة بلاك هوك). وعلى الرغم من أن القادة التكتيكيين في العراق اعتبروا هذه الوفيات غير ذات أهمية عسكرية، إلا أن القادة السياسيين الأمريكيين رفضوا النهج المدروس الذي يستهدف الجناة وطالبوا بدلاً من ذلك بشن هجوم أكبر على المدينة. كشفت تقارير مسربة لاحقاً أن العامل الرئيسي وراء هذه المعركة لم يكن عملية القتل نفسها، بل تداول صور الجثث التي كانت بمثابة رمز لمعارضة القوات الأمريكية في العراق.

## وصلات خارجية
- تقرير مصور عن معركة الفلوجة الثانية. على يوتيوب